# Disney Studios Australia

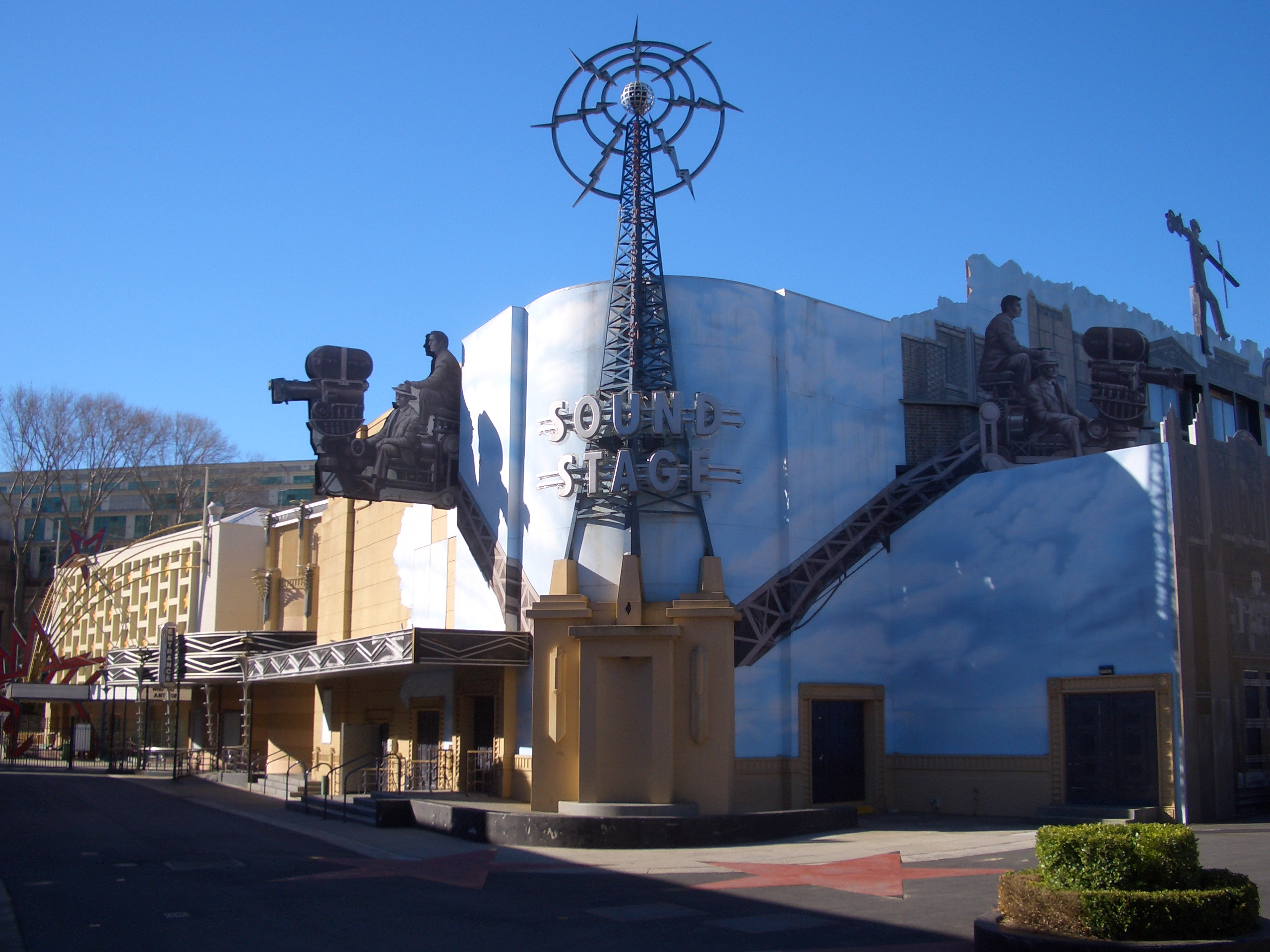
Localização da Disney Studios Austrália, em Sydney, na Entertainment Quarter.

Disney Studios Australia é um estúdio de cinema em Sydney, ocupando o local do antigo Showground Sydney no Moore Park. O estúdio é de propriedade da Walt Disney Studios e foi inaugurado em maio de 1998. É um dos três estúdios de cinema na Austrália, sendo os outros Village Roadshow Studios e Docklands Studios Melbourne.
Ocupando um local de 32 acres, o estúdio de cinema apresenta oito estúdios de som, vários escritórios de produção, oficinas e cerca de 60 empresas da indústria do entretenimento independentes.
O estúdio tem estado envolvido na produção de uma série de filmes de sucesso, incluindo The Matrix (1999), Moulin Rouge! (2001), Missão Impossível II (2000), Star Wars: Episódio II - Ataque dos Clones (2002) e Star Wars: Episódio III - A Vingança dos Sith (2005), e Superman Returns (2006).